# Puchar Świata w biegach narciarskich 2012/2013 – Gällivare 2012
Zawody Pucharu Świata w biegach narciarskich w sezonie 2012/2013 zainaugurowane zostały w szwedzkiej miejscowości Gällivare. Konkurencje zostały rozegrane 24 i 25 listopada 2012. Rywalizacja odbywała się w biegu na 10 km (kobiety) i 15 km (mężczyźni) stylem dowolnym i sztafetach.

## Program zawodów
| Dzień        | Konkurencja                | Początek  | Liczba uczestników |
| ------------ | -------------------------- | --------- | ------------------ |
| 24 listopada | Bieg na 10 km kobiet       | 10:30 CET | 78                 |
| 24 listopada | Bieg na 15 km mężczyzn     | 12:30 CET | 97                 |
| 25 listopada | Sztafeta 4×5 km kobiet     | 10:30 CET | 18×4               |
| 25 listopada | Sztafeta 4×7,5 km mężczyzn | 12:15 CET | 23×4               |

## Wyniki

### Bieg na 10 km kobiet
| Pozycja | Zawodniczka          | Reprezentacja     | Wynik   | Strata  |
| ------- | -------------------- | ----------------- | ------- | ------- |
| złoto   | Marit Bjørgen        | Norwegia          | 22:31,8 |         |
| srebro  | Therese Johaug       | Norwegia          | 22:44,4 | +12,6   |
| brąz    | Kikkan Randall       | Stany Zjednoczone | 22:57,7 | +25,9   |
| 4.      | Charlotte Kalla      | Szwecja           | 22:58,7 | +26,9   |
| 5.      | Holly Brooks         | Stany Zjednoczone | 23:00,3 | +28,5   |
| 6.      | Vibeke Skofterud     | Norwegia          | 23:04,7 | +32,9   |
| 7.      | Lisa Larsen          | Szwecja           | 23:13,2 | +41,4   |
| 8.      | Martine Ek Hagen     | Norwegia          | 23:13,8 | +42,0   |
| 9.      | Julija Czekalowa     | Rosja             | 23:18,3 | +46,5   |
| 10.     | Natalja Korostielowa | Rosja             | 23:27,8 | +56,0   |
| ...     |                      |                   |         |         |
| 27.     | Justyna Kowalczyk    | Polska            | 23:55,3 | +1:23,5 |
| 44.     | Sylwia Jaśkowiec     | Polska            | 24:17,6 | +1:45,8 |
| 54.     | Paulina Maciuszek    | Polska            | 24:39,3 | +2:07,5 |

### Bieg na 15 km mężczyzn
| Pozycja | Zawodnik               | Reprezentacja | Wynik   | Strata  |
| ------- | ---------------------- | ------------- | ------- | ------- |
| złoto   | Martin Johnsrud Sundby | Norwegia      | 30:37,0 |         |
| srebro  | Aleksiej Połtoranin    | Kazachstan    | 30:45,9 | +8,9    |
| brąz    | Marcus Hellner         | Szwecja       | 30:48,1 | +11,1   |
| 4.      | Matti Heikkinen        | Finlandia     | 31:07,2 | +30,2   |
| 5.      | Sjur Røthe             | Norwegia      | 31:08,1 | +31,1   |
| 6.      | Siarhiej Dalidowicz    | Białoruś      | 31:11,2 | +34,2   |
| 7.      | Petter Northug         | Norwegia      | 31:12,4 | +35,4   |
| 8.      | Jewgienij Biełow       | Rosja         | 31:12,9 | +35,9   |
| 9.      | Aleksandr Legkow       | Rosja         | 31:18,1 | +41,1   |
| 10.     | Ilja Czernousow        | Rosja         | 31:21,0 | +44,0   |
| ...     |                        |               |         |         |
| 74.     | Maciej Kreczmer        | Polska        | 33:23,6 | +2:46,6 |
| 83.     | Maciej Staręga         | Polska        | 33:42,8 | +3:05,8 |

### Sztafeta kobiet
| Pozycja | Zawodniczki                                                              | Reprezentacja     | Wynik   | Strata  |
| ------- | ------------------------------------------------------------------------ | ----------------- | ------- | ------- |
| złoto   | Vibeke Skofterud Therese Johaug Martine Ek Hagen Marit Bjørgen           | Norwegia I        | 45:32,2 |         |
| srebro  | Ida Ingemarsdotter Sofia Bleckur Lisa Larsen Charlotte Kalla             | Szwecja I         | 45:51,6 | +19,4   |
| brąz    | Holly Brooks Kikkan Randall Liz Stephen Jessica Diggins                  | Stany Zjednoczone | 46:00,4 | +28,2   |
| 4.      | Heidi Weng Astrid Jacobsen Kristin Størmer Steira Marthe Kristoffersen   | Norwegia II       | 46:00,9 | +28,7   |
| 5.      | Anne Kyllönen Kerttu Niskanen Riitta-Liisa Roponen Riikka Sarasoja       | Finlandia I       | 46:20,0 | +47,8   |
| 6.      | Julija Iwanowa Polina Miedwiediewa Julija Czekalowa Natalja Korostielowa | Rosja I           | 46:42,8 | +1:10,6 |
| 7.      | Aino-Kaisa Saarinen Maria Grundvall Laura Ahervo Krista Lähteenmäki      | Finlandia II      | 46:55,9 | +1:23,7 |
| 8.      | Aurore Jean Celia Aymonier Anouk Faivre-Picon Coraline Hugue             | Francja           | 46:57,0 | +1:24,8 |
| 9.      | Emma Wikén Sara Lindborg Maria Gräfnings Mia Eriksson                    | Szwecja II        | 47:00,6 | +1:28,4 |
| 10.     | Katrin Zeller Stefanie Böhler Nicole Fessel Denise Herrmann              | Niemcy            | 47:12,7 | +1:40,5 |
| ...     |                                                                          |                   |         |         |
| 12.     | Kornelia Kubińska Justyna Kowalczyk Paulina Maciuszek Sylwia Jaśkowiec   | Polska            | 47:30,9 | +1:58,7 |

### Sztafeta mężczyzn
| Pozycja | Zawodnicy                                                                    | Reprezentacja | Wynik     | Strata |
| ------- | ---------------------------------------------------------------------------- | ------------- | --------- | ------ |
| złoto   | Eldar Rønning Martin Johnsrud Sundby Sjur Røthe Petter Northug               | Norwegia I    | 1:01:59,3 |        |
| srebro  | Emil Jönsson Johan Olsson Daniel Richardsson Marcus Hellner                  | Szwecja I     | 1:02:05,7 | +6,4   |
| brąz    | Jewgienij Biełow Maksim Wylegżanin Aleksandr Legkow Ilja Czernousow          | Rosja I       | 1:02:06,5 | +7,2   |
| 4.      | Curdin Perl Dario Cologna Remo Fischer Roman Furger                          | Szwajcaria    | 1:02:07,5 | +8,2   |
| 5.      | Len Väljas Devon Kershaw Ivan Babikov Alex Harvey                            | Kanada        | 1:02:08,2 | +8,9   |
| 6.      | Jens Filbrich Axel Teichmann Tim Tscharnke Hannes Dotzler                    | Niemcy        | 1:02:10,8 | +11,5  |
| 7.      | Thomas Moriggl Giorgio Di Centa Roland Clara David Hofer                     | Włochy        | 1:02:32,7 | +33,4  |
| 8.      | Jean-Marc Gaillard Maurice Manificat Ivan Perrillat Boiteux Bastien Poirrier | Francja       | 1:02:37,7 | +38,4  |
| 9.      | Dienis Wołotka Aleksiej Połtoranin Nikołaj Czebot´ko Mark Starostin          | Kazachstan I  | 1:02:51,4 | +52,1  |
| 10.     | Lari Lehtonen Sami Jauhojärvi Matti Heikkinen Ville Nousiainen               | Finlandia I   | 1:02:55,7 | +56,4  |